# Pomnik Braci Szafranków w Rybniku
Pomnik Braci Szafranków w Rybniku – pomnik ku czci wybitnych muzyków i pedagogów Karola i Antoniego Szafranków, stojący od listopada 2018 r. w Rybniku na skwerze naprzeciwko dworca kolejowego, u zbiegu ulic Józefa Piłsudskiego i Tadeusza Kościuszki.

## Lokalizacja pomnika
W niedalekiej odległości od pomnika, przy ulicy Józefa Piłsudskiego 33 (w miejscu dzisiejszego Sądu Okręgowego), przez wiele lat mieściła się siedziba rybnickiej Szkoły Muzycznej, której założycielami byli bracia Szafrankowie. Powstała ona jako szkoła prywatna w 1933 roku, a w 1952 roku została upaństwowiona. Antoni Szafranek uczył gry na skrzypcach, z kolei Karol Szafranek był nauczycielem gry na fortepianie.

## Okoliczności powstania pomnika
Z prośbą do Prezydenta Miasta Rybnika o upamiętnienie w przestrzeni miejskiej Karola i Antoniego Szafranków, wybitnych muzyków i pedagogów, których działalność artystyczna i organizacyjna stoi u źródeł aktywności i sukcesów środowiska muzycznego w Rybniku, zwróciło się Towarzystwo Muzyczne im. Braci Szafranków w Rybniku. Uchwałę w tej sprawie rybniccy radni podjęli na sesji rady miasta w maju 2018 roku.

## Odsłonięcie pomnika
Uroczyste odsłonięcie pomnika nastąpiło 23 listopada 2018 roku. W spotkaniu uczestniczyli prezydent Miasta Rybnika Piotr Kuczera, Magdalena Arczewska (wnuczka Antoniego Szafranka) oraz wychowankowie braci Szafranków: Lidia Grychtołówna i Piotr Paleczny.
Na miejscu pojawili się również przedstawiciele społeczności szkolnej z Państwowej Szkoły Muzycznej I i II st. im. Karola i Antoniego Szafranków w Rybniku.